# Вормс, Берта
Анна Клеманс Берта Абрахам Вормс (фр. Anna Clémence Berthe Abraham Worms) — бразильская художница французского происхождения.

## Биография
Родилась в регионе Мозель во Франции в еврейской семье. В возрасте тринадцати лет начала рисовать и поступила в Школу изящных искусств в Париже, где училась у Тони Робера-Флёри, Гюстава Буланже и Бенжамена-Констана. В семнадцать лет перешла в Академию Жюлиана и получила степень учителя по рисованию в Министерстве народного просвещения, после чего преподавала в общинных школах.
В 1892 году Берта вышла замуж за бразильского стоматолога-хирурга Фернандо Самуэля Вормса, переехала с ним в Бразилию, и два года они жили в южной части страны. В 1894 году супруги поселились в Сан-Паулу, где Берта открыла курс рисунка и живописи, а также ежегодно организовывала выставки для своих учеников.
В 1895 году Берта Вормс приняла участие в крупной выставке в Salão Nacional de Belas Artes в Рио-де-Жанейро, выиграв золотую медаль. В 1911 году она участвовала в первом конкурсе Бразильской выставки изящных искусств (порт. Exposição Brasileira de Belas Artes), проводившейся в Школе искусств и ремесел Сан-Паулу, представив три работы. В 1922 году она представила несколько работ на выставке Comemorativa do Centenário da Independência, проходившей во Дворце Индустрии в Сан-Паулу. В следующем году она провела совместную выставку со своим сыном, художником и скульптором Гастау Вормсом.

## Галерея

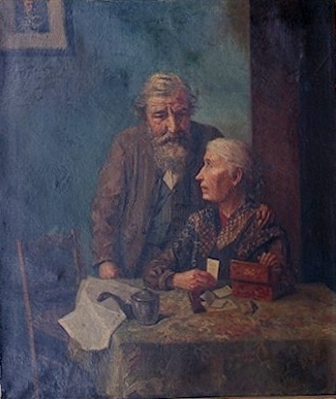
Ты помнишь?
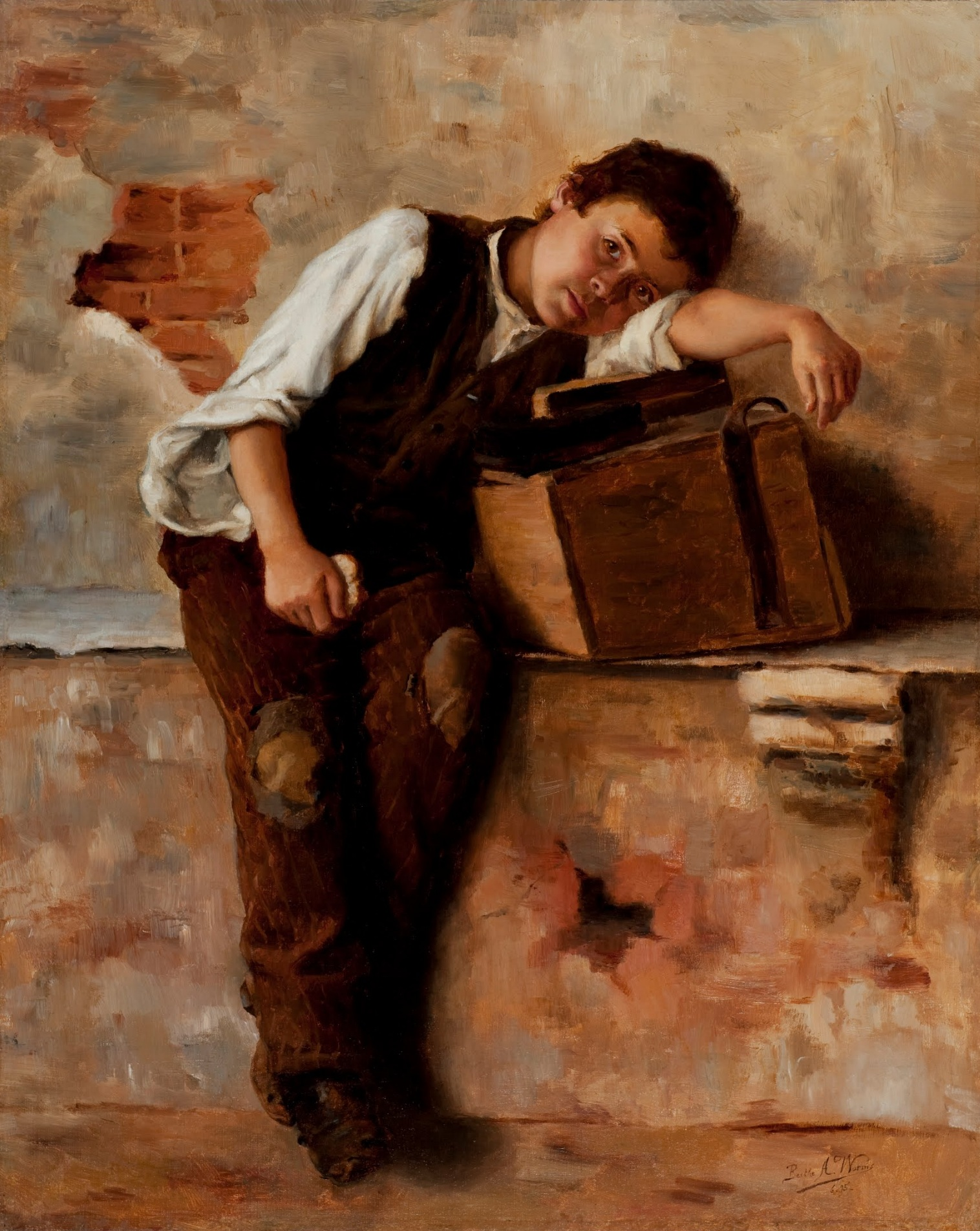
Тоска по Неаполю
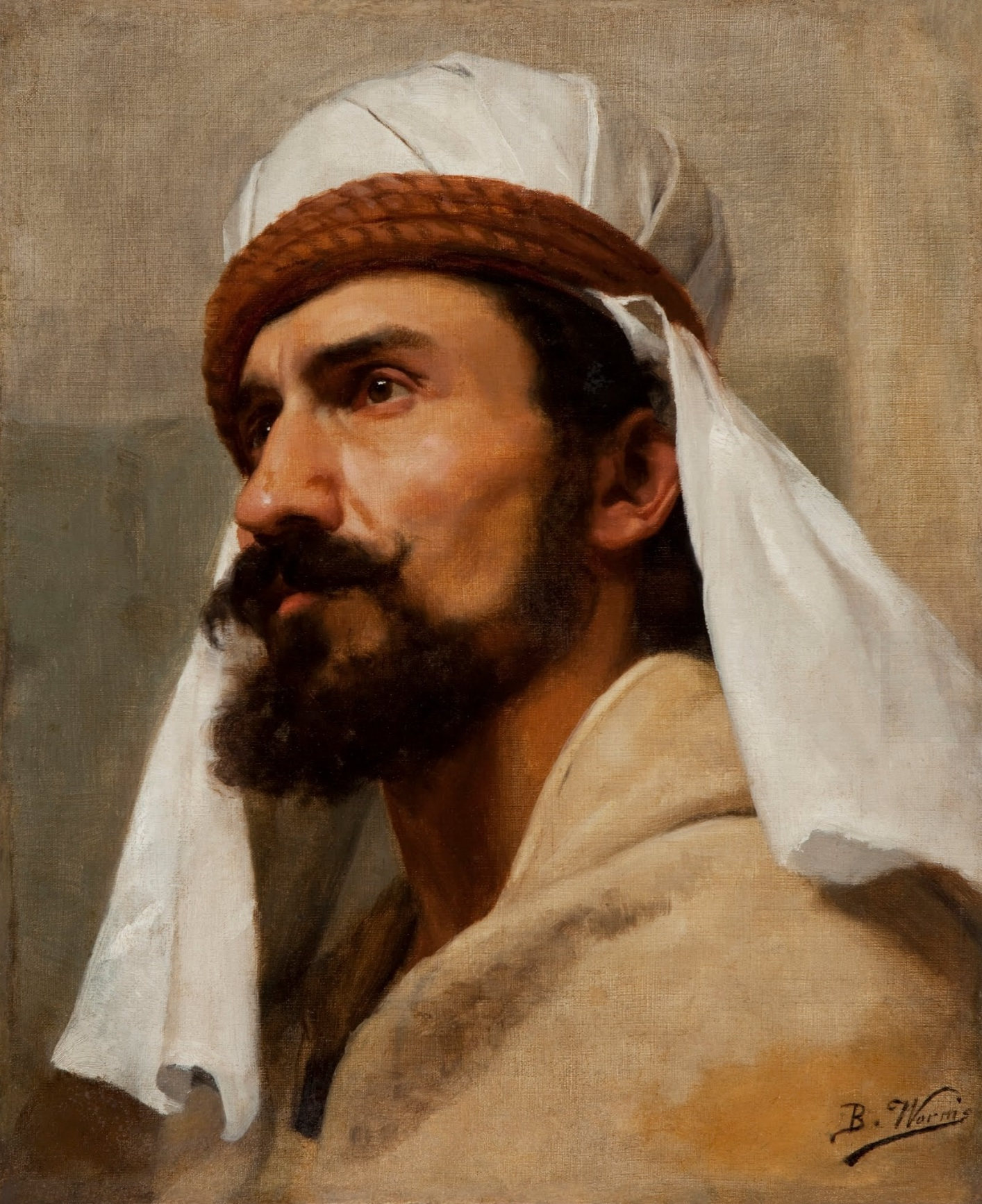
Бедуин
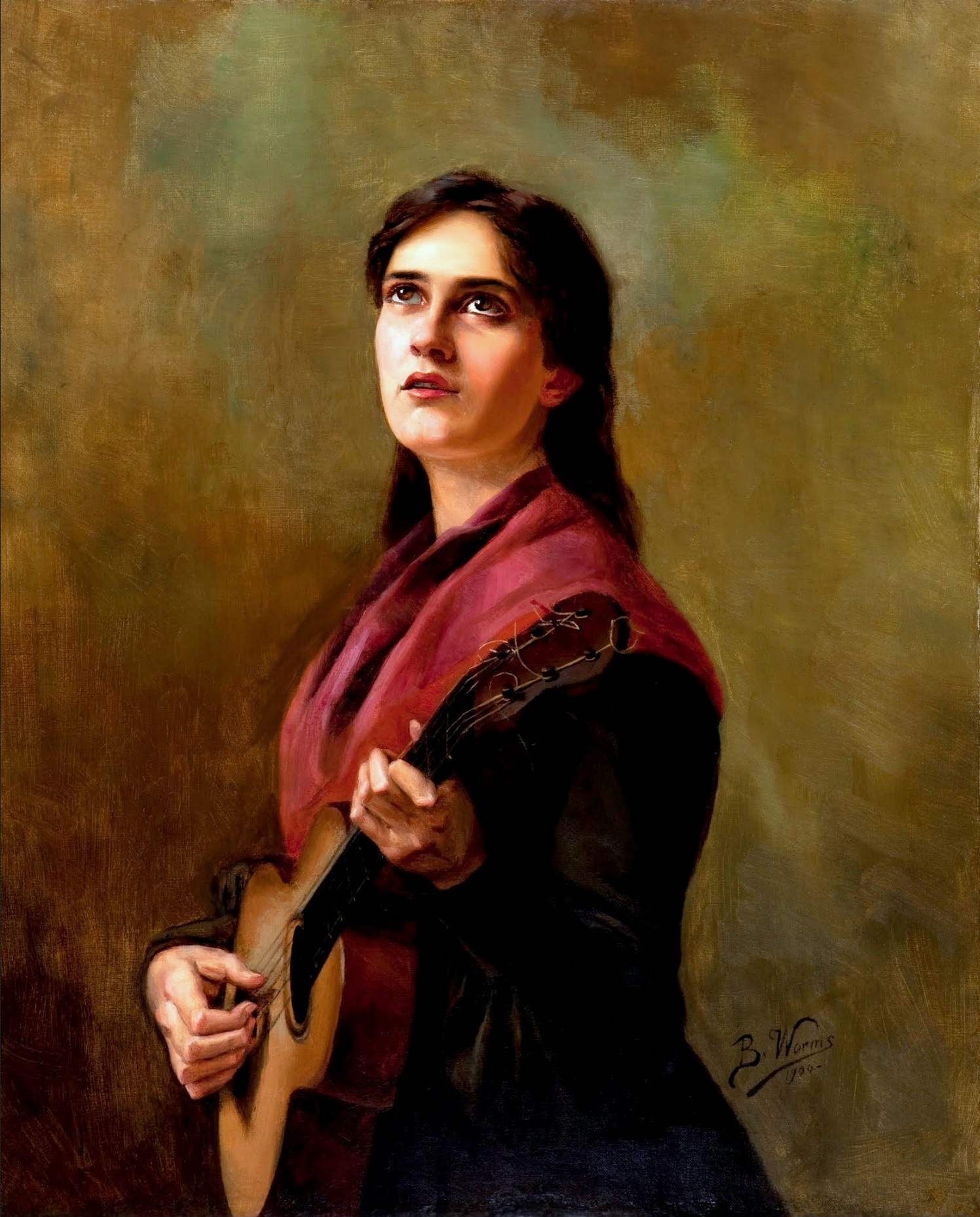
Сентиментальная песня